# Doleschallia vomana
Doleschallia vomana är en fjärilsart som beskrevs av Hans Fruhstorfer 1902. Doleschallia vomana ingår i släktet Doleschallia och familjen praktfjärilar. Inga underarter finns listade i Catalogue of Life.